# Per Johansson (fotbollsspelare född 1975)
Per Sören "Palle" Johansson, född 20 mars 1975 i Vallda, är en svensk före detta fotbollsspelare (mittfältare).

## Biografi
Johanssons moderklubb är Lerkils IF. Han gick som ungdomsspelare till IFK Göteborg och tillhörde klubbens A-lag 1994–1996, dock utan att spela några tävlingsmatcher. Inför säsongen 1997 värvades han till lokalrivalen Gais, som vid den här tiden låg i division II. Han blev genast en favorit hos Gaisfansen, och tilldelades efter säsongen 1997 supporterklubben Makrillarnas pris Hedersmakrillen som lagets bäste spelare. Året därpå gjorde han från sin mittfältsposition elva mål när Gais tog sig upp ur division II efter att ha vunnit serien överlägset. Efter att följande säsong även ha varit med och spelat upp Gais i Allsvenskan 2000 lämnade han klubben. Efter tiden i Gais spelade han bland annat för Bodens BK och FC Trollhättan.